# 조엘마 빌딩 화재

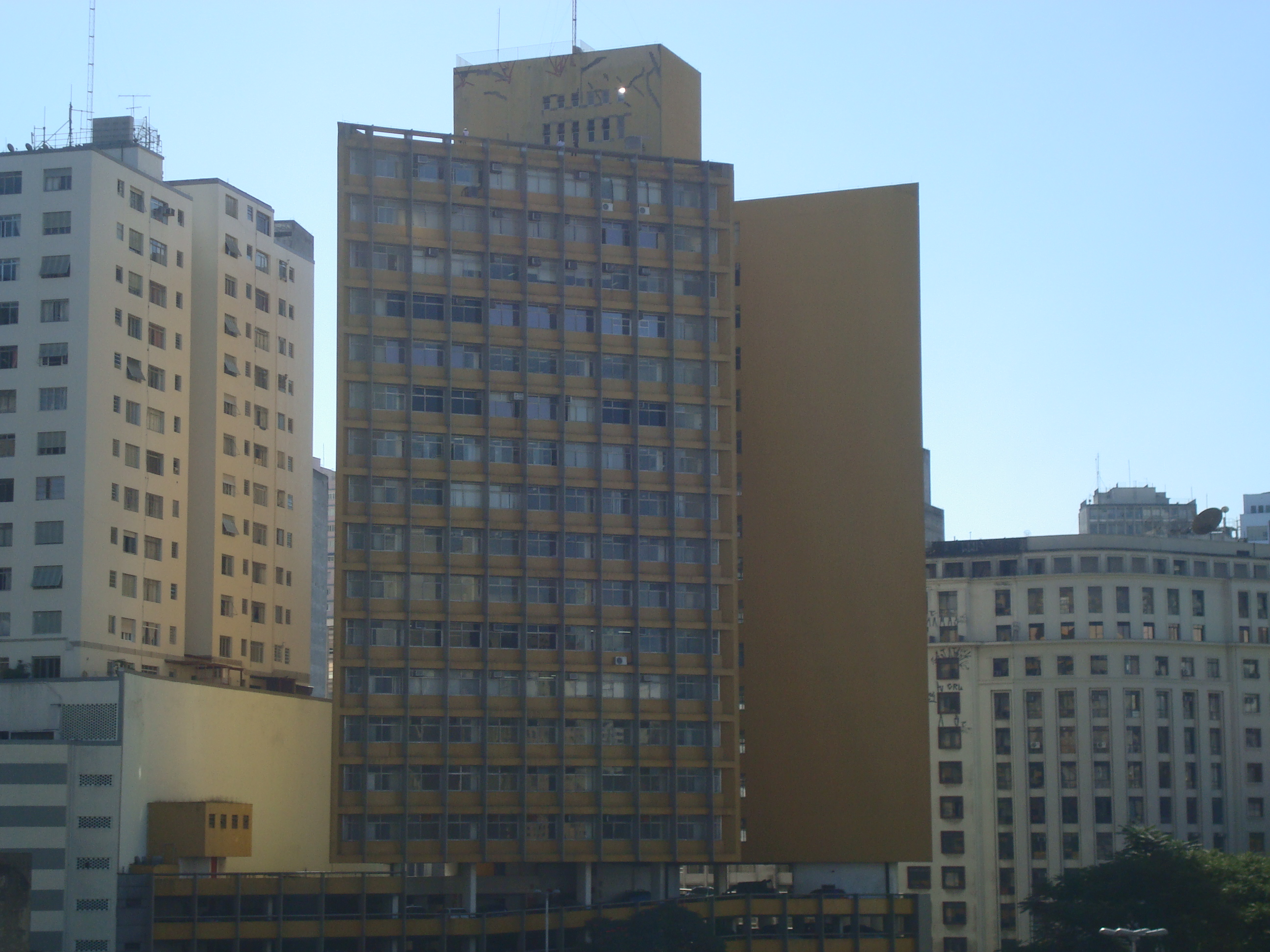
조엘마 빌딩 (2008년 촬영)

조엘마 빌딩 화재는 1974년 2월 1일 브라질 상파울루에서 일어난 빌딩 화재 사고이다. 이 사고로 227명이 사망하였다.
12층에서 에어컨 전기합선으로 화재가 시작되었다. 당시 피해 층수가 옥상 꼭대기에 근접한 25층까지 이어질 정도로 건물 전체가 불길에 휩싸였으며, 화재 전 스프링클러 같은 방화 설비 시설이 구비되지 않은 상태로 매우 위험한 상태에 있었다.

## 같이 보기
- 대연각호텔 화재 사고
- 2010년 상하이 아파트 화재 사고
- 우신골든스위트 화재 사고